# Andreas Hörtnagl
Andreas Hörtnagl (* 28. November 1942 in Matrei am Brenner) ist ein österreichischer Politiker.

## Leben
Andreas Hörtnagl war von 1980 bis 1992 Bürgermeister von Gries am Brenner.
Bekannt wurde Hörtnagl durch seinen Konflikt mit seinem Vorgänger Jakob Strickner, der sich in der deutschen Zeitschrift Bunte damit gerühmt hatte, Josef Mengele bei der Flucht nach Italien über die sogenannte „Rattenlinie“ geholfen zu haben. Bürgermeister Hörtnagl schämte sich für das Verhalten seines Vorgängers und entschuldigte sich bei den Holocaust-Überlebenden. Strickner verklagte ihn wegen Ehrenbeleidigung, hatte jedoch damit vor Gericht keinen Erfolg.
Im Jahre 1990, nach dem Bürgerkrieg in Rumänien und dem Zusammenbruch des Kommunismus in Europa, nahm die Gemeinde Gries am Brenner unter seiner Führung als einzige Gemeinde Österreichs 113 Asylwerber aus 7 Nationen auf. Der Großteil dieser ehemaligen Asylwerber sind heute österreichische Staatsbürger.
1991 gründete Andreas Hörtnagl im Zusammenwirken mit Bischof Reinhold Stecher in seiner Gemeinde die erste,  auf christlicher Nächstenliebe ausgerichtete Gemeinschaft L’Arche für Behinderte und Nichtbehinderte in Österreich. Häuser dieser Einrichtung finden sich heute in mehreren Gemeinden des Wipptals.
Im Jahre 1992 gründete er mit Andreas Maislinger und Walter Guggenberger den Verein „Gedenkdienst“ und ermöglichte damit jungen Österreichern die Mitarbeit in ausländischen Holocaustgedenkstätten. Seit 2000 ist er stellvertretender Vorsitzender des Vereins Österreichischer Auslandsdienst.
Im Jahr 2016 wurde Andreas Hörtnagl als Altbürgermeister bei der Fälschung von 512 kopierten Stimmzetteln einer Bürgerbefragung zum Flüchtlingsheim in Gries am Brenner von der Polizei ausgemacht. Er wollte mit seiner Fälschung erwirken, dass die Bürgerbefragung sich gegen eine Obergrenze für die Belegung des Asylheimes ausspricht.

## Auszeichnungen
Die Universität Innsbruck zeichnete ihn 1991 für sein Engagement mit dem „Ehrenzeichen der Universität“ und die Diözese Innsbruck 1995 mit dem „Silbernen Ehrenzeichen“ aus. Das Land Tirol ehrte ihn 2005 mit der Verdienstmedaille und 2010 mit dem Verdienstkreuz des Landes. 2012 erhielt er von Bundespräsident Heinz Fischer das Goldene Verdienstzeichen der Republik Österreich.